# Heinz Klein-Arendt
Heinrich (« Heinz ») Klein-Arendt (né le 23 juin 1916 à Cologne, mort le 15 juillet 2005 à Bergheim-Oberaußem) était un sculpteur allemand.